# Коралловый остров (Сингапур)
Коралловый остров (англ. Coral Island)  —  насыпной островок, находящийся на юго-востоке острова Сентоса в Сингапуре. Позиционируется как место для роскошного отдыха. Для гостей построена 21 современная и экологически безопасная пятикомнатная вилла, казино, пристань для яхт, пляжи и места для кемпинга.